# Киркова Махала
Ки́ркова Махала́ (болг. Киркова махала) — село в Ловецькій області Болгарії. Входить до складу общини Угирчин.

## Населення
За даними перепису населення 2011 року у селі проживали 6 осіб, усі — болгари.
Розподіл населення за віком у 2011 році:
Динаміка населення: